# ميراندا مافريك
ميراندا راشيل مافريك (بالإنجليزية: Miranda Rachelle Maverick؛ مواليد 1 يوليو 1997) هي مُقاتلة فنون قتالية مختلطة أمريكية.

## وصلات خارجية
- ميراندا مافريك على موقع يو إف سي (الإنجليزية)
- ميراندا مافريك على موقع شيردوغ (الإنجليزية)
- ميراندا مافريك على موقع Tapology.com (الإنجليزية)
- ميراندا مافريك على موقع فايت ماتريكس (الإنجليزية)
- ميراندا مافريك على موقع IMDb (الإنجليزية)